# Палеохора
Палео́хора (греч. Παλαιόχωρα) — малый город в Греции, расположенный на юго-западе Крита, на побережье Ливийского моря, в 77 километрах к югу от города Ханья и в 200 километрах западнее Ираклиона. Административный центр общины (дима) Канданос — Селино в периферийной единице Ханья в периферии Крит. Население 1675 жителей по переписи 2011 года.

## География
Город расположен вдоль 11 километровой береговой линии Ливийского моря и занимает небольшой полуостров (около 700 метров в длину и 400 метров в ширину) между двумя бухтами.

## Особенности
В Палеохоре имеются развалины венецианской крепости, построенной в период 1278—1279 годов генералом Марино Гредениго (итал. Marino Gradenigo). Форт, получивший название Крепость Селино (итал. Selino Kasteli), был разрушен в 1332 году восставшими критянами и восстановлен венецианцами в 1335 году. В 1539 году крепость была разрушена средиземноморским пиратом Хайреддином Барбароссой и восстановлена в 1595 году. С началом оккупации Греции Османской империи и захватом острова в 1645 году крепость Селино была захвачена и переоборудована турками, после чего в 1653 году разрушена в третий раз. Реколонизация Палеохоры началась только в 1866 году. Считается, что Палеохора была отстроена рядом с руинами античного города Каламиди (Καλαμύδη).

## Местное сообщество Палеохора
В местное сообщество Палеохора входят 11 населённых пунктов. Население 1891 жителей по переписи 2011 года. Площадь 55,282 квадратных километров.
| Наименование | Население (2011), человек |
| ------------ | ------------------------- |
| Айия-Триас   | 10                        |
| Азойирес     | 35                        |
| Анидри       | 64                        |
| Асфендилес   | 9                         |
| Ахладьякес   | 14                        |
| Влитьяс      | 18                        |
| Каламос      | 20                        |
| Палеохора    | 1675                      |
| Платанес     | 1                         |
| Продромион   | 16                        |
| Спаньякос    | 29                        |

## Население
| Год  | Население, человек |
| ---- | ------------------ |
| 1991 | 1351               |
| 2001 | 1903               |
| 2011 | ↘ 1675             |